# Otroeda papilionaria
Otroeda papilionaria is een vlinder uit de familie spinneruilen (Erebidae), onderfamilie donsvlinders (Lymantriinae). De wetenschappelijke naam van deze soort is voor het eerst geldig gepubliceerd in 1924 door Jordan.
De soort komt voor in tropisch Afrika.